# Paul Reid
Paul James Reid (ur. 6 lipca 1979 w Sydney) – australijski piłkarz występujący na pozycji pomocnika. Grający trener Rockdale City Suns.

## Kariera klubowa
Reid jako junior grał w zespołach Macarthur Rams oraz Marconi Stallions. W 1998 roku wrócił do Macarthur Rams z drugiej ligi stanu Nowa Południowa Walia. W 1998 roku przeszedł do Wollongong Wolves z National Soccer League. W 1999 oraz w 2001 roku zdobył z nim mistrzostwo tych rozgrywek. W 2001 roku wraz z zespołem triumfował także w rozgrywkach Klubowych mistrzostw Oceanii.
W 2002 roku Reid podpisał kontrakt z angielskim Bradford City z Division One. Pierwszy ligowy mecz zaliczył tam 28 września 2002 roku przeciwko Portsmouth (0:3). W Bradfordzie spędził 1,5 roku.
Na początku 2004 roku odszedł do Brighton & Hove Albion z Division Three. W tym samym roku awansował z nim do Championship. W 2006 roku spadł z nim jednak do League One. W Brighton grał jeszcze przez 2 lata.
W 2008 roku Reid wrócił do Australii, gdzie został graczem klubu Adelaide United z A-League. Zadebiutował tam 17 sierpnia 2008 roku w wygranym 1:0 pojedynku z Perth Glory. 18 stycznia 2009 roku w zremisowanym 1:1 spotkaniu z Wellington Phoenix strzelił pierwszego gola w A-League. W tym samym roku wywalczył z zespołem wicemistrzostwo A-League. W 2011 roku odszedł z klubu.
Następnie występował w Melbourne Heart, Police United oraz Sydney, a w 2013 roku przeszedł do Rockdale City Suns. W 2015 roku został jego grającym trenerem.

## Kariera reprezentacyjna
W reprezentacji Australii Reid zadebiutował 28 stycznia 2009 roku w zremisowanym 0:0 meczu eliminacji Pucharu Azji 2011 z Indonezją.